# 厄爾布爾士山脈森林草原
厄爾布爾士山脈森林草原（Elburz Range forest steppe）生態區位於裏海弧形海岸的南邊，是個橫向長達1,000公里的乾旱多山地區。生態區從西邊的亞塞拜然邊界開始，往東經過伊朗北部，直至土庫曼邊界附近。佔地面積有63,300平方公里（24,400平方英里），涵蓋厄爾布爾士山脈的南面和東面的山坡，以及山脈的山頂地區。裏海希爾卡尼亞混合森林生態區在這個生態區的北邊，由於混合森林生態區從裏海吸收到充足的水氣，而培養出茂密的綠色山坡和平原。廣闊的波斯中部沙漠盆地生態區，則在這個森林草原生態區的南邊。

## 環境
厄爾布爾士山脈由被沉積岩覆蓋的花崗岩岩心組成，沉積岩包括有石灰岩、頁岩、砂岩、和凝灰岩。片岩、大理石、和角閃石等變質岩也有廣泛的分佈。當地氣候乾燥，年降水量在150公厘至500公厘之間，主要是在冬季靠降雪而來。
當地海拔通常在2,000至4,000公尺（6,600至13,100英尺）之間，在這生態區有中東地區最高的德馬峰（高度5,610公尺（18,410英尺））。德馬峰也是亞洲最高的火山，在火山口之下，有火山噴氣孔、溫泉、以及冰河。

## 植物
刺柏是這個生態區內最常見的樹種。以前整個朝南的山坡都佈滿這種樹木，但它的範圍由於人類伐木的緣故而大幅縮減，如今存在的只剩下那些人類難以抵達，以及高海拔的地區。生態區的灌木中有開心果、栒子木、楓樹、和杏仁。中亞苦蒿是當地常見的草本植物。

## 動物
有幾種大型哺乳動物把這個生態區當作它們的家園。敘利亞棕熊在山中和山坡上遊蕩，而孤獨的西方狍則以森林內，或者邊緣的草和漿果為食。成群的野豬在夜間覓食，石貂在黎明和黃昏時，捕獵較小的哺乳動物，同時以鳥蛋和蠕蟲為食。馬鹿在一年中的大部分時間，都生活在單性群體中，到秋天才發情，有時雄性之間會用鹿角爭鬥，奪取與母鹿交配的權利。這個生態區的犬科動物有伊朗狼、普通胡狼、和赤狐。貓科動物有波斯豹、叢林貓、和猞猁。鵝喉羚在東南部平原上漫遊。全球瀕臨滅絕的盤羊，在這裡的數量則不算小。
在這個生態區中，知名的鳥類有歐洲蜂鷹、蒼鷹、秃鹫、二斑百靈、和裏海角雞。鷹類有小烏雕和金雕。這個生態區也是小鴇和黑啄木鳥的繁殖地。

## 威脅及保護區
伐木和農業活動導致這個生態區的森林範圍受到縮減、水壩擾亂河流流量、過度放牧導致棲息地退化。
在厄爾布爾士森林草原的保護區，有戈勒斯坦省的戈勒斯坦國家公園和呼霍德保護區（Ghorkhod Protected Area），兩地面積加總有1,260平方公里（490平方英里）。